# Уаньи (Па-де-Кале)
Уаньи́ (фр. Oignies) — коммуна во Франции, регион О-де-Франс, департамент Па-де-Кале, округ Ланс, кантон Энен-Бомон-1. Город расположен в 14 км к северо-востоку от Ланса и в 21 км к югу от Лилля, в 2 км от автомагистрали А1 "Нор", на берегу канала Дёль.
Население (2018) — 9 841 человек.

## Достопримечательности
- Неороманская церковь Святого Варфоломея 1861 года, восстановленная после Первой мировой войны
- Церковь Святого Жозефа 1925 года в стиле неоготика
- Музей добычи угля
- Шато мадам де Клерк XVI века, включен в Список Всемирного наследия ЮНЕСКО

## Экономика
Бывший крупный центр добычи угля, в настоящее время в городе открыто несколько предприятий пищевой промышленности и переработки сельскохозяйственной продукции.
Структура занятости населения:
- сельское хозяйство — 0,5 %
- промышленность — 3,7 %
- строительство — 7,1 %
- торговля, транспорт и сфера услуг — 38,6 %
- государственные и муниципальные службы — 50,0 %

Уровень безработицы (2017) — 20,3 % (Франция в целом — 13,4 %, департамент Па-де-Кале — 17,2 %). 

Среднегодовой доход на 1 человека, евро (2018) — 17 620 (Франция в целом — 21 730, департамент Па-де-Кале — 19 200).

## Демография
Динамика численности населения, чел.

## Администрация
Пост мэра Уаньи с 2017 года занимает Фабьян Дюпюи-Мерльвед (Fabienne Dupuis-Merlevede). На муниципальных выборах 2020 года возглавляемый ею левый список победил в 1-м туре, получив 62,40 % голосов.
| Период | Период | Фамилия               | Партия                  | Примечания                                     |
| ------ | ------ | --------------------- | ----------------------- | ---------------------------------------------- |
| 1977   | 1995   | Констан Дюфур         | Коммунистическая партия |                                                |
| 1995   | 2017   | Жан-Пьер Корбизе      | Социалистическая партия | член Генерального совета департамента, сенатор |
| 2017   |        | Фабьян Дюпюи-Мерльвед | Социалистическая партия |                                                |

## Города-побратимы
- Бакстон, Англия
- Муттерштадт, Германия

## Знаменитые уроженцы
- Ги Дрю (1950), французский легкоатлет, Олимпийский чемпион 1976 года в беге на 110 м с барьерами

## Галерея

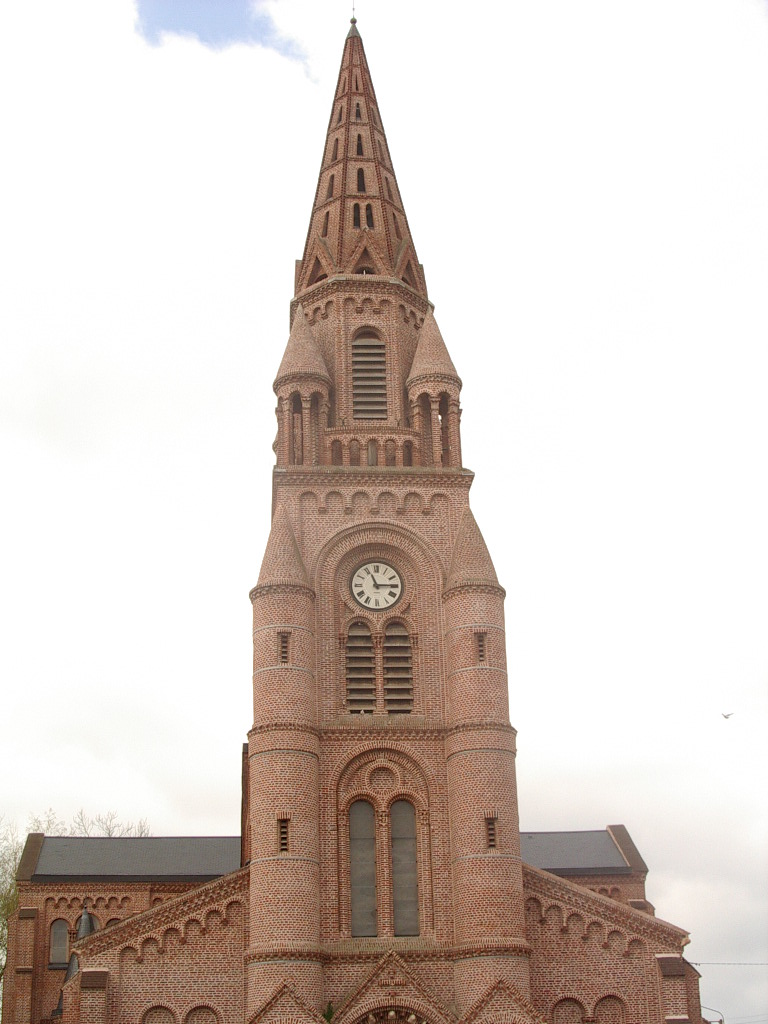
Церковь Святого Варфоломея
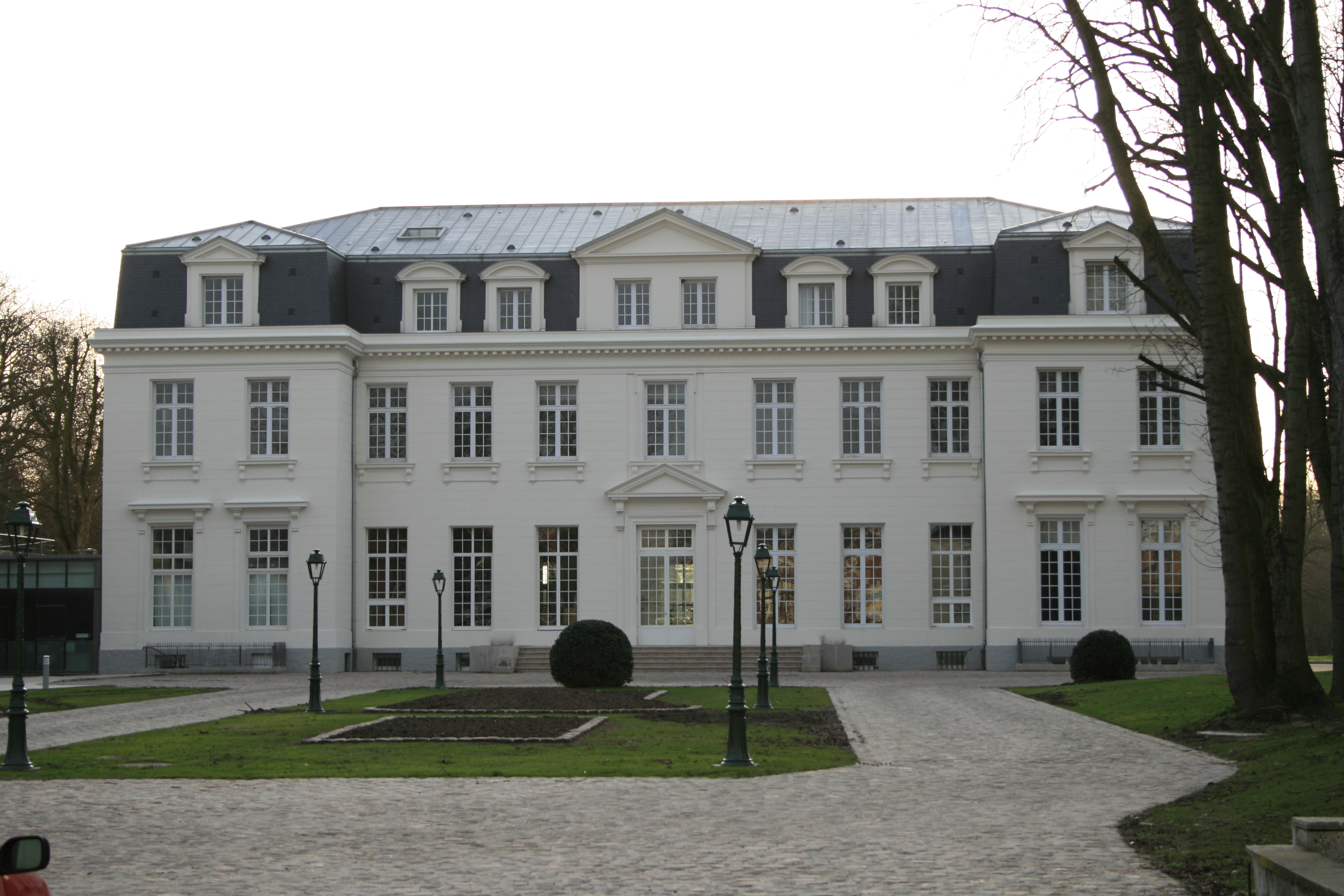
Шато мадам де Клерк
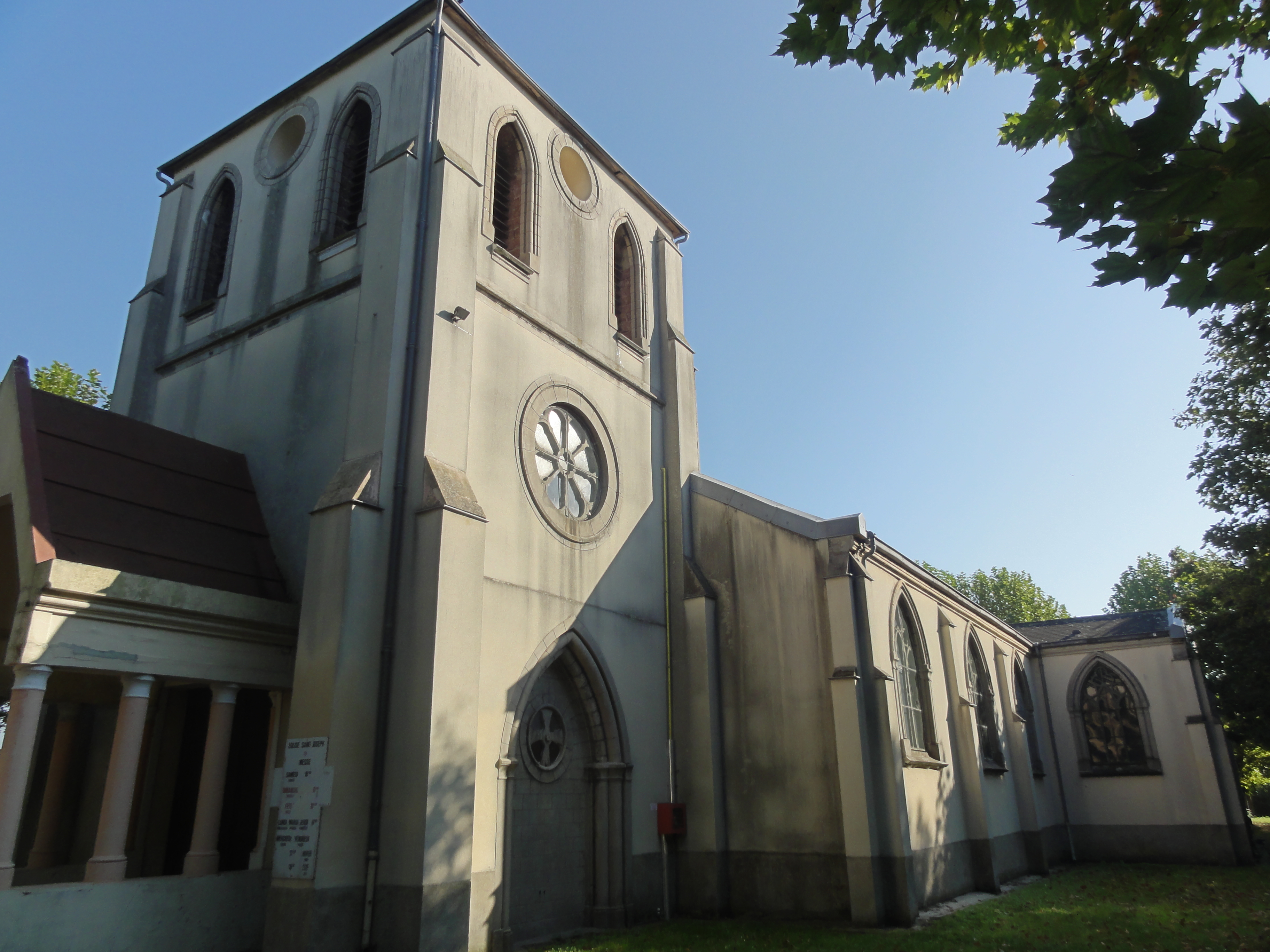
Церковь Святого Жозефа

1. 1 2  база данных о французских коммунах — Национальный географический институт Франции, 2015.